# Ethosuximid
Ethosuximid ist ein Arzneistoff mit krampflösender Wirkung, der zur Behandlung von Epilepsien angewendet wird. Seine chemische Struktur ähnelt der des Phenytoins, das ebenfalls zur antiepileptischen Therapie eingesetzt wird.

## Wirkmechanismus und Anwendungsgebiet
Ethosuximid verringert die spannungsabhängigen Calciumströme über eine Hemmung der Calciumkanäle vom T-Typ im intralaminären Nucleus des Thalamus.
Es wird überwiegend zur Behandlung von generalisierten Absencen insbesondere des Kindesalters (Absence-Epilepsie des Kindesalters) eingesetzt. Diese Epilepsieform zeigt typische Anfallsmuster in Form von 3-Hz-Spike-Waves-Komplexen im Elektroenzephalogramm. Ethosuximid ist ein Mittel der ersten Wahl und hat eine superadditive Wirkung zu Valproinsäure, wenn es mit dieser kombiniert wird. Ferner ist Ethosuximid angezeigt bei Myoklonien des Jugendlichen (Impulsiv-Petit-mal), wenn andere Arzneimittel nicht wirksam waren bzw. nicht vertragen wurden.
Die Elimination erfolgt großenteils über die Leber, die Halbwertszeit (HWZ) beträgt um die 48 bis 60 Stunden, bei Kindern ungefähr 30 Stunden. Die gleichzeitig Einnahme von Valproinsäure kann die HWZ von Ethosuximid erhöhen durch kompetitive Hemmung der Metabolisierung, wohingegen die gleichzeitigen Einnahme von Carbamazepin eine höhere Plasmaclearance induziert.

## Nebenwirkungen
Dosisabhängig können Übelkeit, Erbrechen, Schluckauf, Müdigkeit, Kopfschmerzen, Depression, Bewegungsstörungen und Psychosen auftreten. Dosisunabhängig sind unterschiedliche Hautausschläge bis hin zum Stevens-Johnson-Syndrom und Blutbildveränderungen beschrieben.

## Chemie
Ethosuximid ist ein chiraler Arzneistoff mit einem Stereozentrum. Therapeutisch wird das Racemat, die 1:1-Mischung des (S)- und des (R)-Isomeren, eingesetzt.
| Enantiomere von Ethosuximid | Enantiomere von Ethosuximid |
| --------------------------- | --------------------------- |
| CAS-Nr. 39122-20-8          | CAS-Nr. 39122-19-5          |

Die Synthese kann ausgehend von Cyanessigsäureethylester und Methylethylketon erfolgen. Diese kondensieren in einer Knoevenagel-Reaktion. An die entstandene Doppelbindung wird Blausäure addiert. Beide Nitril-Gruppen werden sauer zu Carbonsäuren hydrolisiert. Mit Ammoniak erfolgt der Ringschluss zum Succinimid.

Synthese von Ethosuximid

## Handelsnamen
Monopräparate
Petinimid (A, CH), Petnidan (D), Suxilep (D), Suxinutin (A)